# Державна система освіти
Державна система освіти - це сукупність освітньо-виховних установ, що функціонують у державі, зв'язок між ними і загальні принципи, на основі яких ці установи працюють. Державна система освіти здійснює: дошкільне виховання, загальну середню освіту, позашкільне навчання і виховання, середню спеціальну освіту, вищу, підготовку наукових і науково-педагогічних кадрів, підвищення кваліфікації і перепідготовку.

На розвиток державної системи освіти впливають наступні фактори:

1. рівень розвитку суспільного виробництва і вдосконалення його науково-технічних основ;

2. двоїстий характер за рахунок політики та інтересів станів (заможних або малозабезпечених);

3. історичний досвід і національні особливості у сфері народної освіти;

4. педагогічний фактор (дитячі садки відкривалися для звільнення матерів для суспільної праці, а пізніше - для раннього виховання і навчання дітей, підготовки їх до школи).